# WTA ’s-Hertogenbosch

Altes Logo

Das WTA ’s-Hertogenbosch (offiziell: Libéma Open, früher Ricoh Open, Topshelf Open, UNICEF Open und Ordina Open) ist ein Rasen-Tennisturnier der WTA Tour der Damen, das seit 1996 in Rosmalen bei ’s-Hertogenbosch  ausgetragen wird.

## Siegerliste

### Einzel
| Jahr                                                                       | Siegerin               | Finalgegnerin          | Ergebnis          |
| -------------------------------------------------------------------------- | ---------------------- | ---------------------- | ----------------- |
| ↓ Kategorie: Tier III ↓                                                    |                        |                        |                   |
| 1996                                                                       | Anke Huber             | Helena Suková          | 6:4, 7:6          |
| 1997                                                                       | Ruxandra Dragomir      | Miriam Oremans         | 5:7, 6:2, 6:4     |
| 1998                                                                       | Julie Halard-Decugis   | Miriam Oremans         | 6:3, 6:4          |
| 1999                                                                       | Kristina Brandi        | Silvija Talaja         | 6:0, 3:6, 6:1     |
| 2000                                                                       | Martina Hingis         | Ruxandra Dragomir      | 6:2, 3:0 Aufgabe  |
| 2001                                                                       | Justine Henin          | Kim Clijsters          | 6:4, 3:6, 6:3     |
| 2002                                                                       | Eleni Daniilidou       | Elena Dementieva       | 3:6, 6:2, 6:3     |
| 2003                                                                       | Kim Clijsters          | Justine Henin-Hardenne | 6:74, 3:0 Aufgabe |
| 2004                                                                       | Mary Pierce            | Klára Koukalová        | 7:66, 6:2         |
| 2005                                                                       | Klára Koukalová        | Lucie Šafářová         | 3:6, 6:2, 6:2     |
| 2006                                                                       | Michaëlla Krajicek     | Dinara Safina          | 6:3, 6:4          |
| 2007                                                                       | Anna Tschakwetadse     | Jelena Janković        | 7:62, 3:6, 6:3    |
| 2008                                                                       | Tamarine Tanasugarn    | Dinara Safina          | 7:5, 6:3          |
| ↓ Kategorie: International ↓                                               |                        |                        |                   |
| 2009                                                                       | Tamarine Tanasugarn    | Yanina Wickmayer       | 6:3, 7:5          |
| 2010                                                                       | Justine Henin          | Andrea Petković        | 3:6, 6:3, 6:4     |
| 2011                                                                       | Roberta Vinci          | Jelena Dokić           | 6:77, 6:3, 7:5    |
| 2012                                                                       | Nadja Petrowa          | Urszula Radwańska      | 6:4, 6:3          |
| 2013                                                                       | Simona Halep           | Kirsten Flipkens       | 6:4, 6:2          |
| 2014                                                                       | Coco Vandeweghe        | Zheng Jie              | 6:2, 6:4          |
| 2015                                                                       | Camila Giorgi          | Belinda Bencic         | 7:5, 6:3          |
| 2016                                                                       | Coco Vandeweghe        | Kristina Mladenovic    | 7:5, 7:5          |
| 2017                                                                       | Anett Kontaveit        | Natalja Wichljanzewa   | 6:2, 6:3          |
| 2018                                                                       | Aleksandra Krunić      | Kirsten Flipkens       | 6:70, 7:5, 6:1    |
| 2019                                                                       | Alison Riske           | Kiki Bertens           | 0:6, 7:63, 7:5    |
| Aufgrund der COVID-19-Pandemie fand das Turnier 2020 und 2021 nicht statt. |                        |                        |                   |
| ↓ Kategorie: 250 ↓                                                         |                        |                        |                   |
| 2022                                                                       | Jekaterina Alexandrowa | Aryna Sabalenka        | 7:5, 6:0          |
| 2023                                                                       | Jekaterina Alexandrowa | Weronika Kudermetowa   | 4:6, 6:4, 7:63    |
| 2024                                                                       | Ljudmila Samsonowa     | Bianca Andreescu       | 4:6, 6:3, 7:5     |
| 2025                                                                       | Elise Mertens          | Elena-Gabriela Ruse    | 6:3, 7:64         |

### Doppel
| Jahr                                                                       | Siegerinnen                                 | Finalgegnerinnen                               | Ergebnis          |
| -------------------------------------------------------------------------- | ------------------------------------------- | ---------------------------------------------- | ----------------- |
| ↓ Kategorie: Tier III ↓                                                    |                                             |                                                |                   |
| 1996                                                                       | Larisa Neiland Brenda Schultz-McCarthy      | Kristie Boogert Helena Suková                  | 6:4, 7:6          |
| 1997                                                                       | Eva Melicharová Helena Vildová              | Karina Habšudová Florencia Labat               | 6:3, 7:6          |
| 1998                                                                       | Sabine Appelmans Miriam Oremans             | Catalina Cristea Eva Melicharová               | 6:7, 7:6, 7:6     |
| 1999                                                                       | Silvia Farina Rita Grande                   | Cara Black Kristie Boogert                     | 7:5, 7:6          |
| 2000                                                                       | Erika de Lone Nicole Pratt                  | Catherine Barclay-Reitz Karina Habšudová       | 7:6, 4:3 Aufgabe  |
| 2001                                                                       | Ruxandra Dragomir Nadja Petrowa             | Kim Clijsters Miriam Oremans                   | 7:6, 6:7, 6:4     |
| 2002                                                                       | Catherine Barclay-Reitz Martina Müller      | Bianka Lamade Magdalena Maleewa                | 6:4, 7:5          |
| 2003                                                                       | Jelena Dementjewa Lina Krasnoroutskaya      | Nadja Petrowa Mary Pierce                      | 2:6, 6:3, 6:4     |
| 2004                                                                       | Lisa McShea Milagros Sequera                | Jelena Kostanić Claudine Schaul                | 7:6, 6:3          |
| 2005                                                                       | Anabel Medina Garrigues Dinara Safina       | Iveta Benešová Nuria Llagostera Vives          | 6:4, 2:6, 7:6     |
| 2006                                                                       | Yan Zi Zheng Jie                            | Ana Ivanović Marija Kirilenko                  | 3:6, 6:2, 6:2     |
| 2007                                                                       | Chan Yung-jan Chuang Chia-jung              | Anabel Medina Garrigues Virginia Ruano Pascual | 7:5, 6:2          |
| 2008                                                                       | Marina Eraković Michaëlla Krajicek          | Līga Dekmeijere Angelique Kerber               | 6:3, 6:2          |
| ↓ Kategorie: International ↓                                               |                                             |                                                |                   |
| 2009                                                                       | Sara Errani Flavia Pennetta                 | Michaëlla Krajicek Yanina Wickmayer            | 6:4, 5:7, [13:11] |
| 2010                                                                       | Alla Kudrjawzewa Anastasia Rodionova        | Vania King Jaroslawa Schwedowa                 | 3:6, 6:3, [10:6]  |
| 2011                                                                       | Barbora Záhlavová-Strýcová Klára Zakopalová | Dominika Cibulková Flavia Pennetta             | 1:6, 6:4, [10:7]  |
| 2012                                                                       | Sara Errani Roberta Vinci                   | Marija Kirilenko Nadja Petrowa                 | 6:4, 3:6, [11:9]  |
| 2013                                                                       | Irina-Camelia Begu Anabel Medina Garrigues  | Dominika Cibulková Arantxa Parra Santonja      | 4:6, 7:63, [11:9] |
| 2014                                                                       | Marina Eraković Arantxa Parra Santonja      | Michaella Krajicek Kristina Mladenovic         | 0:6, 7:65, [10:8] |
| 2015                                                                       | Asia Muhammad Laura Siegemund               | Jelena Janković Anastassija Pawljutschenkowa   | 6:3, 7:5          |
| 2016                                                                       | Oksana Kalaschnikowa Jaroslawa Schwedowa    | Xenia Knoll Aleksandra Krunić                  | 6:1, 6:1          |
| 2017                                                                       | Dominika Cibulková Kirsten Flipkens         | Kiki Bertens Demi Schuurs                      | 4:6, 6:4, [10:6]  |
| 2018                                                                       | Elise Mertens Demi Schuurs                  | Kiki Bertens Kirsten Flipkens                  | 3:3 Aufgabe       |
| 2019                                                                       | Shūko Aoyama Aleksandra Krunić              | Lesley Kerkhove Bibiane Schoofs                | 7:5, 6:3          |
| Aufgrund der COVID-19-Pandemie fand das Turnier 2020 und 2021 nicht statt. |                                             |                                                |                   |
| ↓ Kategorie: 250 ↓                                                         |                                             |                                                |                   |
| 2022                                                                       | Ellen Perez Tamara Zidanšek                 | Weronika Kudermetowa Elise Mertens             | 6:3, 5:7, [12:10] |
| 2023                                                                       | Ena Shibahara Shūko Aoyama                  | Viktória Hrunčáková Tereza Mihalíková          | 6:3, 6:3          |
| 2024                                                                       | Ingrid Neel Bibiane Schoofs                 | Tereza Mihalíková Olivia Nicholls              | 7:66, 6:3         |
| 2025                                                                       | Irina Chromatschowa Fanny Stollár           | Nicole Melichar-Martinez Ljudmila Samsonowa    | 7:5, 6:3          |